# Acorazados clase Tennessee
Los Tennessee fueron una clase de acorazados de los Estados Unidos de la que solo se construyeron dos barcos: el Tennessee y el California. Eran versiones modificadas de los clase New Mexico, con protección antitorpedos mejorada y baterías principales con mayor ángulo de elevación, 30° frente a los 15° de los New Mexico. Ambos buques sufrieron graves daños durante el ataque a Pearl Harbor y ambos sobrevivieron a la Segunda Guerra Mundial, para ser finalmente desguazados poco después de su final.

## Historia de la clase
El Tennessee y su gemelo, el California, incorporaron muchas de las innovaciones de los New Mexico. Fueron los primeros acorazados estadounidenses construidos con un diseño de casco "post-Jutlandia", con mayor protección antitorpedos en el casco, baterías secundarias situadas en la cubierta superior y sistemas de control de tiro para las baterías principales y para las secundarias.
Como los cañones principales de 356 mm eran capaces de elevarse hasta los 30° (en lugar de a los 15° de las clases de acorazados anteriores), su alcance se incrementó en 9 km. Esta característica unida al uso como observadores de tiro de los hidroaviones embarcados, permitían atacar objetivos situados más allá de la línea del horizonte, lo que supuso una enorme ventaja táctica.
La clase de Tennessee, y los tres barcos de la clase Colorado que le sucedió, eran fácilmente identificables por sus chimeneas gemelas, por tener situadas sus baterías secundarias en la cubierta (en lugar de en los costados del casco, como era tradicional hasta entonces)  y por los mástiles en forma de jaula con los puestos de dirección de tiro en su extremo superior. Estas características distinguían a los "Big Five" (como eran llamados) del resto de la flota de acorazados, con diseños ya por entonces obsoletos.
Después de sufrir gravísimos daños durante el ataque a Pearl Harbor, en diciembre de 1941, los dos Tennessee (y también el West Virginia de la clase Colorado) fueron sometidos a extensas reparaciones que practicamene los convirtieron en barcos totalmente nuevos. Se añadió un bulbo a sus proas para mejorar la estabilidad. se desmontaron las superestructuras y se reconstruyeron desde cero, las viejas baterías de 127 mm y las antiaéreas de 76 mm se sustituyeron por nuevos cañones de 127 mm y se añadieron numerosos cañones antiaéreos de 20 y 40 mm. Las chimeneas gemelas se reemplazaron por una sola con base acamapanada, similar a los de la clase South Dakota

### Características generales
Los Tennessees medían 190 m de eslora y 30 m de manga. Desplazaban 33,590 toneladas largas a plena carga y tenían un calado de 9,43 m. Estaban diseñados con una proa en forma de violín que mejoraba sus cualidades marineras con mar encrespado. A pesar de haber subido sus baterías secundarias de los costados del casco a la cubierta principal del buque, se constató que esa ubicación las exponía excesivamente a los embates del mar, reduciendo su efectividad. En los acorazados de la clase Colorado se solucionaría este problema de diseño.

### LosTennesseeen los planes de la US Navy
Los barcos de la clase Tennessee  eran fieles representantes del concepto tradicional del acorazado de la Armada de los Estados Unidos, una flota formada por unidades con características muy homogéneas, que maniobraba y combatía formando un bloque en lugar de agrupar los navíos en escuadras en función de su velocidad de maniobra. El modelo "normalizado" de acorazado implicaba una velocidad moderada de 21 nudos, un estrecho radio de combate de 700 yardas (640 m) y un control de daños mejorado. Otros acorazados que compartían estas características eran los de las clases Nevada, Pensylvania y New Mexico
La doctrina de combate de la armada de los Estados Unidos, influida enormemente por las ideas de Alfred Thayer Mahan, confiaba únicamente en el blindaje y la potencia de fuego como claves para ganar cualquier enfrentamiento naval. La teoría dictaba que cualquier flota enfrentada a las unidades de la US Navy tendría que presentar batalla y entonces sería fácilmente destruida por los acorazados estadounidenses, más fuertemente armados y con mayor blindaje.

### Barcos de esta clase
- Tennessee
- California